# Tour La Provence de 2017
A 2.ª edição do Tour La Provence foi uma carreira de ciclismo de estrada que se celebrou na França entre o 21 e 23 de fevereiro de 2017 com um percurso de 546,9 km em três etapas entre as localidades de Aubagne e Marselha.
A carreira fez parte do UCI Europe Tour de 2017 dos Circuitos Continentais da UCI, dentro da categoria 2.1.
A carreira foi vencida pelo corredor australiano Rohan Dennis da equipa BMC Racing Team, em segundo lugar Mattia Cattaneo (Androni Giocattoli) e em terceiro lugar Alexandre Geniez (AG2R La Mondiale).

## Equipas participantes
Tomaram parte na carreira 19 equipas: 5 de categoria UCI ProTeam; 8 de categoria Profissional Continental; 5 de categoria Continental e a selecção nacional de France.
| Equipes WorldTeam (5)- AG2R La Mondiale - Astana - BMC Racing Team - FDJ - UAE Team Emirates Equipes profissionais Continentais (8)- Androni Giocattoli - CCC Sprandi Polkowice - Cofidis, Solutions Crédits - Delko Marseille Provence KTM - Direct Énergie - Fortuneo-Vital Concept - Wanty-Groupe Gobert - WB-Veranclassic-Aqua Protect Equipes Continentais (5)- Armée de terre - HP BTP-Auber 93 - Roth-Akros - Roubaix Lille Métropole - Kuwait-Cartucho.es Equipe nacional- França |
| |

## Etapas
| Etapa | Data    | Percurso                   | type            | Distância (km) | Vencedor         | Líder geral  |
| ----- | ------- | -------------------------- | --------------- | -------------- | ---------------- | ------------ |
| 1     | 21 fev. | Aubagne – Istres           | etapa escarpada | 205,9          | Justin Jules     | Justin Jules |
| 2     | 22 fev. | Miramas – La Ciotat        | etapa escarpada | 169,9          | Alexandre Geniez | Rohan Dennis |
| 3     | 23 fev. | Aix-en-Provence – Marselha | etapa escarpada | 171,4          | Mattia Cattaneo  | Rohan Dennis |

### Etapa 1
| \| Classificação por etapas \| Classificação por etapas \| Classificação por etapas \| Classificação por etapas \| Classificação por etapas \| \| Ciclista \| Ciclista \| Equipe \| Tempo \| \| \| ------------------------ \| ------------------------ \| ---------------------------- \| ------------------------ \| ------------------------ \| \| 1. \| Justin Jules \| WB-Veranclassic-Aqua Protect \| 4h52m43s \| \| \| 2. \| Jérémy Lecroq \| Roubaix Lille Métropole \| + 0s \| \| \| 3. \| Lorrenzo Manzin \| FDJ \| + 0s \| \| \| 4. \| Danilo Wyss \| BMC Racing Team \| + 0s \| \| \| 5. \| David Menut \| HP BTP-Auber 93 \| + 0s \| \| \| 6. \| Rudy Barbier \| AG2R La Mondiale \| + 0s \| \| \| 7. \| Anthony Maldonado \| HP BTP-Auber 93 \| + 0s \| \| \| 8. \| Oliviero Troia \| UAE Team Emirates \| + 0s \| \| \| 9. \| Damiano Caruso \| BMC Racing Team \| + 0s \| \| \| 10. \| Yannick Martinez \| Delko-Marseille Provence-KTM \| + 0s \| \| |                   |                              |          |
| |                   |                              |          |
| Fontes: ProCyclingStats Cycling Archives |                   |                              |          |
| Classificação por etapas |                   |                              |          |
| Ciclista | Ciclista          | Equipe                       | Tempo    |
| 1. | Justin Jules      | WB-Veranclassic-Aqua Protect | 4h52m43s |
| 2. | Jérémy Lecroq     | Roubaix Lille Métropole      | + 0s     |
| 3. | Lorrenzo Manzin   | FDJ                          | + 0s     |
| 4. | Danilo Wyss       | BMC Racing Team              | + 0s     |
| 5. | David Menut       | HP BTP-Auber 93              | + 0s     |
| 6. | Rudy Barbier      | AG2R La Mondiale             | + 0s     |
| 7. | Anthony Maldonado | HP BTP-Auber 93              | + 0s     |
| 8. | Oliviero Troia    | UAE Team Emirates            | + 0s     |
| 9. | Damiano Caruso    | BMC Racing Team              | + 0s     |
| 10. | Yannick Martinez  | Delko-Marseille Provence-KTM | + 0s     |

| \| Classificação geral \| Classificação geral \| Classificação geral \| Classificação geral \| Classificação geral \| \| Ciclista \| Ciclista \| Equipe \| Tempo \| \| \| ------------------- \| ------------------- \| ---------------------------- \| ------------------- \| ------------------- \| \| 1. \| Justin Jules \| WB-Veranclassic-Aqua Protect \| 4h52m43s \| \| \| 2. \| Jérémy Lecroq \| Roubaix Lille Métropole \| + 0s \| \| \| 3. \| Lorrenzo Manzin \| FDJ \| + 0s \| \| \| 4. \| Danilo Wyss \| BMC Racing Team \| + 0s \| \| \| 5. \| David Menut \| HP BTP-Auber 93 \| + 0s \| \| \| 6. \| Rudy Barbier \| AG2R La Mondiale \| + 0s \| \| \| 7. \| Anthony Maldonado \| HP BTP-Auber 93 \| + 0s \| \| \| 8. \| Oliviero Troia \| UAE Team Emirates \| + 0s \| \| \| 9. \| Damiano Caruso \| BMC Racing Team \| + 0s \| \| \| 10. \| Yannick Martinez \| Delko-Marseille Provence-KTM \| + 0s \| \| |                   |                              |          |
| |                   |                              |          |
| Fontes: ProCyclingStats Cycling Archives |                   |                              |          |
| Classificação geral |                   |                              |          |
| Ciclista | Ciclista          | Equipe                       | Tempo    |
| 1. | Justin Jules      | WB-Veranclassic-Aqua Protect | 4h52m43s |
| 2. | Jérémy Lecroq     | Roubaix Lille Métropole      | + 0s     |
| 3. | Lorrenzo Manzin   | FDJ                          | + 0s     |
| 4. | Danilo Wyss       | BMC Racing Team              | + 0s     |
| 5. | David Menut       | HP BTP-Auber 93              | + 0s     |
| 6. | Rudy Barbier      | AG2R La Mondiale             | + 0s     |
| 7. | Anthony Maldonado | HP BTP-Auber 93              | + 0s     |
| 8. | Oliviero Troia    | UAE Team Emirates            | + 0s     |
| 9. | Damiano Caruso    | BMC Racing Team              | + 0s     |
| 10. | Yannick Martinez  | Delko-Marseille Provence-KTM | + 0s     |

### Etapa 2
| \| Classificação por etapas \| Classificação por etapas \| Classificação por etapas \| Classificação por etapas \| Classificação por etapas \| \| Ciclista \| Ciclista \| Equipe \| Tempo \| \| \| ------------------------ \| ------------------------ \| -------------------------- \| ------------------------ \| ------------------------ \| \| 1. \| Alexandre Geniez \| AG2R La Mondiale \| 3h57m12s \| \| \| 2. \| Rohan Dennis \| BMC Racing Team \| + 0s \| \| \| 3. \| Nicolas Edet \| Cofidis, Solutions Crédits \| + 0s \| \| \| 4. \| Matej Mohorič \| UAE Team Emirates \| + 0s \| \| \| 5. \| Jérémy Lecroq \| Roubaix Lille Métropole \| + 4s \| \| \| 6. \| Bryan Alaphilippe \| Armée de terre \| + 4s \| \| \| 7. \| Simon Sellier \| França \| + 4s \| \| \| 8. \| David Menut \| HP BTP-Auber 93 \| + 4s \| \| \| 9. \| Oliviero Troia \| UAE Team Emirates \| + 4s \| \| \| 10. \| Armindo Fonseca \| Fortuneo-Vital Concept \| + 4s \| \| |                   |                            |          |
| |                   |                            |          |
| Fonte: ProCyclingStats |                   |                            |          |
| Classificação por etapas |                   |                            |          |
| Ciclista | Ciclista          | Equipe                     | Tempo    |
| 1. | Alexandre Geniez  | AG2R La Mondiale           | 3h57m12s |
| 2. | Rohan Dennis      | BMC Racing Team            | + 0s     |
| 3. | Nicolas Edet      | Cofidis, Solutions Crédits | + 0s     |
| 4. | Matej Mohorič     | UAE Team Emirates          | + 0s     |
| 5. | Jérémy Lecroq     | Roubaix Lille Métropole    | + 4s     |
| 6. | Bryan Alaphilippe | Armée de terre             | + 4s     |
| 7. | Simon Sellier     | França                     | + 4s     |
| 8. | David Menut       | HP BTP-Auber 93            | + 4s     |
| 9. | Oliviero Troia    | UAE Team Emirates          | + 4s     |
| 10. | Armindo Fonseca   | Fortuneo-Vital Concept     | + 4s     |

| \| Classificação geral \| Classificação geral \| Classificação geral \| Classificação geral \| Classificação geral \| \| Ciclista \| Ciclista \| Equipe \| Tempo \| \| \| ------------------- \| ------------------- \| ---------------------------- \| ------------------- \| ------------------- \| \| 1. \| Rohan Dennis \| BMC Racing Team \| 8h49m55s \| \| \| 2. \| Alexandre Geniez \| AG2R La Mondiale \| + 0s \| \| \| 3. \| Matej Mohorič \| UAE Team Emirates \| + 0s \| \| \| 4. \| Nicolas Edet \| Cofidis, Solutions Crédits \| + 0s \| \| \| 5. \| Jérémy Lecroq \| Roubaix Lille Métropole \| + 4s \| \| \| 6. \| Justin Jules \| WB-Veranclassic-Aqua Protect \| + 4s \| \| \| 7. \| David Menut \| HP BTP-Auber 93 \| + 4s \| \| \| 8. \| Oliviero Troia \| UAE Team Emirates \| + 4s \| \| \| 9. \| Rudy Barbier \| AG2R La Mondiale \| + 4s \| \| \| 10. \| Bryan Alaphilippe \| Armée de terre \| + 4s \| \| |                   |                              |          |
| |                   |                              |          |
| Fonte: ProCyclingStats |                   |                              |          |
| Classificação geral |                   |                              |          |
| Ciclista | Ciclista          | Equipe                       | Tempo    |
| 1. | Rohan Dennis      | BMC Racing Team              | 8h49m55s |
| 2. | Alexandre Geniez  | AG2R La Mondiale             | + 0s     |
| 3. | Matej Mohorič     | UAE Team Emirates            | + 0s     |
| 4. | Nicolas Edet      | Cofidis, Solutions Crédits   | + 0s     |
| 5. | Jérémy Lecroq     | Roubaix Lille Métropole      | + 4s     |
| 6. | Justin Jules      | WB-Veranclassic-Aqua Protect | + 4s     |
| 7. | David Menut       | HP BTP-Auber 93              | + 4s     |
| 8. | Oliviero Troia    | UAE Team Emirates            | + 4s     |
| 9. | Rudy Barbier      | AG2R La Mondiale             | + 4s     |
| 10. | Bryan Alaphilippe | Armée de terre               | + 4s     |

### Etapa 3
| \| Classificação por etapas \| Classificação por etapas \| Classificação por etapas \| Classificação por etapas \| Classificação por etapas \| \| Ciclista \| Ciclista \| Equipe \| Tempo \| \| \| ------------------------ \| ------------------------ \| ---------------------------- \| ------------------------ \| ------------------------ \| \| 1. \| Mattia Cattaneo \| Androni-Sidermec-Bottecchia \| 4h05m17s \| \| \| 2. \| Rohan Dennis \| BMC Racing Team \| + 2s \| \| \| 3. \| Jonathan Hivert \| Direct Énergie \| + 2s \| \| \| 4. \| Alexandre Geniez \| AG2R La Mondiale \| + 6s \| \| \| 5. \| Julien El Fares \| Delko-Marseille Provence-KTM \| + 9s \| \| \| 6. \| Damiano Caruso \| BMC Racing Team \| + 11s \| \| \| 7. \| Anthony Roux \| FDJ \| + 11s \| \| \| 8. \| Justin Jules \| WB-Veranclassic-Aqua Protect \| + 11s \| \| \| 9. \| Nicolas Edet \| Cofidis, Solutions Crédits \| + 11s \| \| \| 10. \| Maxime Bouet \| Fortuneo-Vital Concept \| + 11s \| \| |                  |                              |          |
| |                  |                              |          |
| Fonte: ProCyclingStats |                  |                              |          |
| Classificação por etapas |                  |                              |          |
| Ciclista | Ciclista         | Equipe                       | Tempo    |
| 1. | Mattia Cattaneo  | Androni-Sidermec-Bottecchia  | 4h05m17s |
| 2. | Rohan Dennis     | BMC Racing Team              | + 2s     |
| 3. | Jonathan Hivert  | Direct Énergie               | + 2s     |
| 4. | Alexandre Geniez | AG2R La Mondiale             | + 6s     |
| 5. | Julien El Fares  | Delko-Marseille Provence-KTM | + 9s     |
| 6. | Damiano Caruso   | BMC Racing Team              | + 11s    |
| 7. | Anthony Roux     | FDJ                          | + 11s    |
| 8. | Justin Jules     | WB-Veranclassic-Aqua Protect | + 11s    |
| 9. | Nicolas Edet     | Cofidis, Solutions Crédits   | + 11s    |
| 10. | Maxime Bouet     | Fortuneo-Vital Concept       | + 11s    |

## Classificações finais
- As classificações finalizaram da seguinte forma:[4]

### Classificação geral
| \| Classificação geral \| Classificação geral \| Classificação geral \| Classificação geral \| Classificação geral \| \| Ciclista \| Ciclista \| Equipe \| Tempo \| \| \| ------------------- \| ------------------- \| ---------------------------- \| ------------------- \| ------------------- \| \| 1. \| Rohan Dennis \| BMC Racing Team \| 12h55m14s \| \| \| 2. \| Mattia Cattaneo \| Androni-Sidermec-Bottecchia \| + 2s \| \| \| 3. \| Alexandre Geniez \| AG2R La Mondiale \| + 4s \| \| \| 4. \| Jonathan Hivert \| Direct Énergie \| + 4s \| \| \| 5. \| Nicolas Edet \| Cofidis, Solutions Crédits \| + 9s \| \| \| 6. \| Julien El Fares \| Delko-Marseille Provence-KTM \| + 11s \| \| \| 7. \| Justin Jules \| WB-Veranclassic-Aqua Protect \| + 13s \| \| \| 8. \| Anthony Maldonado \| HP BTP-Auber 93 \| + 13s \| \| \| 9. \| Damiano Caruso \| BMC Racing Team \| + 13s \| \| \| 10. \| Maxime Bouet \| Fortuneo-Vital Concept \| + 13s \| \| |                   |                              |           |
| |                   |                              |           |
| Fonte: ProCyclingStats |                   |                              |           |
| Classificação geral |                   |                              |           |
| Ciclista | Ciclista          | Equipe                       | Tempo     |
| 1. | Rohan Dennis      | BMC Racing Team              | 12h55m14s |
| 2. | Mattia Cattaneo   | Androni-Sidermec-Bottecchia  | + 2s      |
| 3. | Alexandre Geniez  | AG2R La Mondiale             | + 4s      |
| 4. | Jonathan Hivert   | Direct Énergie               | + 4s      |
| 5. | Nicolas Edet      | Cofidis, Solutions Crédits   | + 9s      |
| 6. | Julien El Fares   | Delko-Marseille Provence-KTM | + 11s     |
| 7. | Justin Jules      | WB-Veranclassic-Aqua Protect | + 13s     |
| 8. | Anthony Maldonado | HP BTP-Auber 93              | + 13s     |
| 9. | Damiano Caruso    | BMC Racing Team              | + 13s     |
| 10. | Maxime Bouet      | Fortuneo-Vital Concept       | + 13s     |

## Evolução das classificações
| Etapa (Vencedor)             | Classificação geral | Classificação por pontos | Classificação da montanha | Classificação dos jovens | Classificação da combatividad | Classificação da combinada | Classificação por equipas |
| ---------------------------- | ------------------- | ------------------------ | ------------------------- | ------------------------ | ----------------------------- | -------------------------- | ------------------------- |
| 1.ª etapa (Justin Jules)     | Justin Jules        | Justin Jules             | Alexandre Geniez          | Jérémy Lecroq            | Maxime Bouet                  | Damiano Caruso             | BMC Racing                |
| 2.ª etapa (Alexandre Geniez) | Rohan Dennis        | Jérémy Lecroq            | Alexandre Geniez          | Matej Mohorič            | Flavien Dassonville           | Alexandre Geniez           | BMC Racing                |
| 3.ª etapa (Mattia Cattaneo)  | Rohan Dennis        | Rohan Dennis             | Jan Polanc                | Léo Vincent              | Thomas Rostollan              | Alexandre Geniez           | BMC Racing                |
| Final                        | Rohan Dennis        | Rohan Dennis             | Jan Polanc                | Léo Vincent              | Thomas Rostollan              | Alexandre Geniez           | BMC Racing                |

## UCI World Ranking
O Tour La Provence outorga pontos para o UCI Europe Tour de 2017 e o UCI World Ranking, este último para corredores das equipas nas categorias UCI ProTeam, Profissional Continental e Equipas Continentais. A seguinte tabela são o barómetro de pontuação e os corredores que obtiveram pontos:
| Posição             | 1.ª | 2.ª | 3.ª | 4.ª | 5.ª | 6.ª | 7.ª | 8.ª | 9.ª | 10.ª |
| Classificação geral | 125 | 85  | 70  | 60  | 50  | 40  | 35  | 30  | 25  | 20   |
| Por etapa           | 14  | 5   | 3   |     |     |     |     |     |     |      |
| Líder               | 3   |     |     |     |     |     |     |     |     |      |

| Classificação | Classificação     | Classificação                | Classificação | Classificação | Classificação | Classificação |
| Posição       | Ciclista          | Equipa                       | Geral         | Etapa         | Líder         | Total         |
| ------------- | ----------------- | ---------------------------- | ------------- | ------------- | ------------- | ------------- |
| 1.º           | Rohan Dennis      | BMC Racing                   | 125           | 10            | 3             | 138           |
| 2.º           | Mattia Cattaneo   | Androni Giocattoli-Sidermec  | 85            | 14            | -             | 99            |
| 3.º           | Alexandre Geniez  | AG2R La Mondiale             | 70            | 14            | -             | 84            |
| 4.º           | Jonathan Hivert   | Direct Énergie               | 60            | 3             | -             | 63            |
| 5.º           | Nicolas Edet      | Cofidis                      | 50            | 3             | -             | 53            |
| 6.º           | Justin Jules      | WB Veranclassic Aqua Protect | 35            | 14            | 3             | 52            |
| 7.º           | Julien El Fares   | Delko Marseille Provence KTM | 40            | -             | -             | 40            |
| 8.º           | Anthony Maldonado | HP BTP-Auber93               | 30            | -             | -             | 30            |
| 9.º           | Damiano Caruso    | BMC Racing                   | 25            | -             | -             | 25            |
| 10.º          | Maxime Bouet      | Fortuneo-Vital Concept       | 20            | -             | -             | 20            |